# Palmtrupial
Palmtrupial (Icterus cucullatus) är en fågel i familjen trupialer inom ordningen tättingar. Den förekommer i södra USA, Mexiko och Belize.

## Utseende och läten
Palmtrupialen är en liten (18,5 cm) och slank, långstjärtad trupial med nedåtböjd näbb. Hanen har orange huvud och undersida och utbrett svart i ansiktet. Ovansidan är mörk med vita mellersta täckare. Honan liknar trädgårdstrupialen med grönaktig kropp och ljuskantade täckare, men är blekare och har längre stjärt. Sången är varierad och snabb, med inslag av korta, böjda visslingar, härmningar och locklätet, ett ljust och hårt "chet". I flykten hörs ett vasst, stigande "veek".

## Utbredning och systematik
Palmtrupial delas in i sex underarter med följande utbredning:
- cucullatus-gruppen
  - Icterus cucullatus sennetti – förekommer från södra Texas (nedre Rio Grande) till östra Mexiko (Tamaulipas)
  - Icterus cucullatus cucullatus – förekommer i sydvästra Texas (Del Rio) och sydöstra Mexiko (Veracruz och Oaxaca)
- nelsoni-gruppen
  - Icterus cucullatus nelsoni – förekommer från centrala Kalifornien till norra Baja California och nordvästra Mexiko (södra Sonora, norra Chihuahua)
  - Icterus cucullatus trochiloides – förekommer i södra Baja California (latitud 27° N till Cabo San Lucas)
  - Icterus cucullatus restrictus – förekommer i nordvästra Mexico (södra Sonora)
- Icterus cucullatus igneus – förekommer på Yucatánhalvön, och öarna Cozumel, Contoy, Holbox och Isla Mujeres söderut till Belize

Underarten restrictus inkluderas ofta i nelsoni.

## Levnadssätt
Palmtrupialen hittas i öppna skogs- eller buskområden, ofta nära solfjäderformade palmer. Den lever av insekter och andra leddjur, nektar och frukt. Fågeln häckar april–juli i Kalifornien och februari–september i Mexiko.

## Status och hot
Arten har ett stort utbredningsområde och en stor population, och tros öka i antal. Utifrån dessa kriterier kategoriserar internationella naturvårdsunionen IUCN arten som livskraftig (LC).

## Bilder

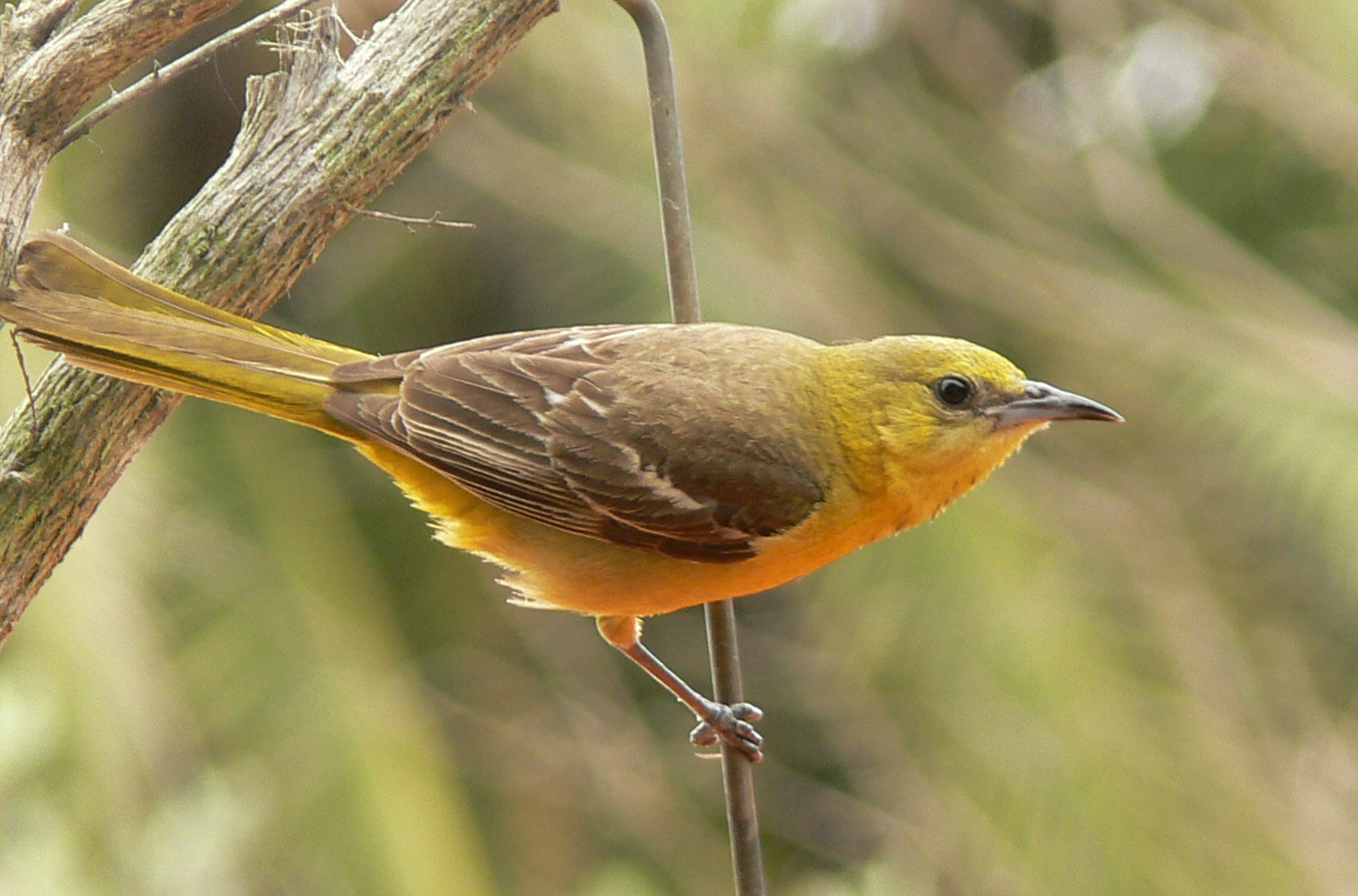
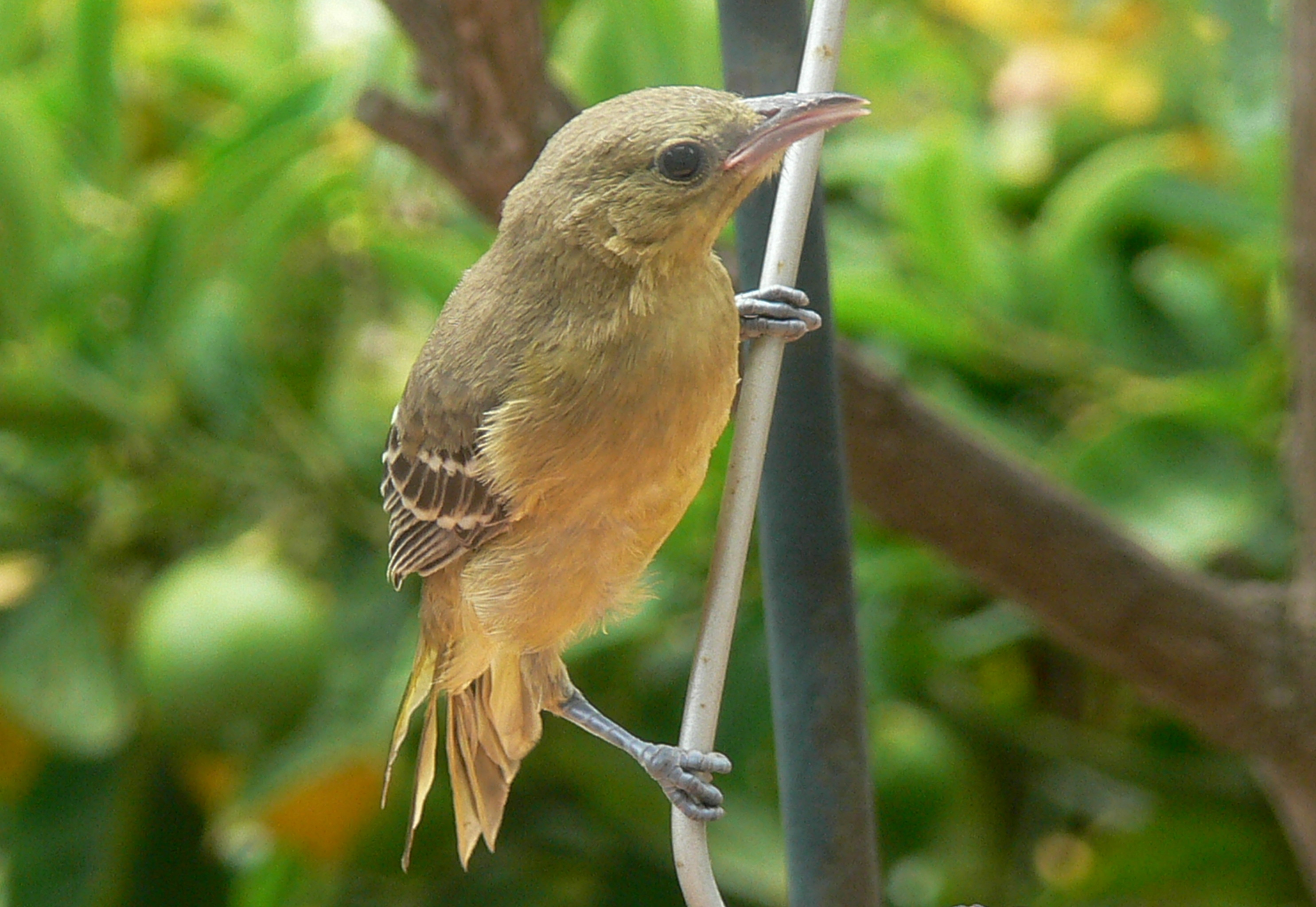
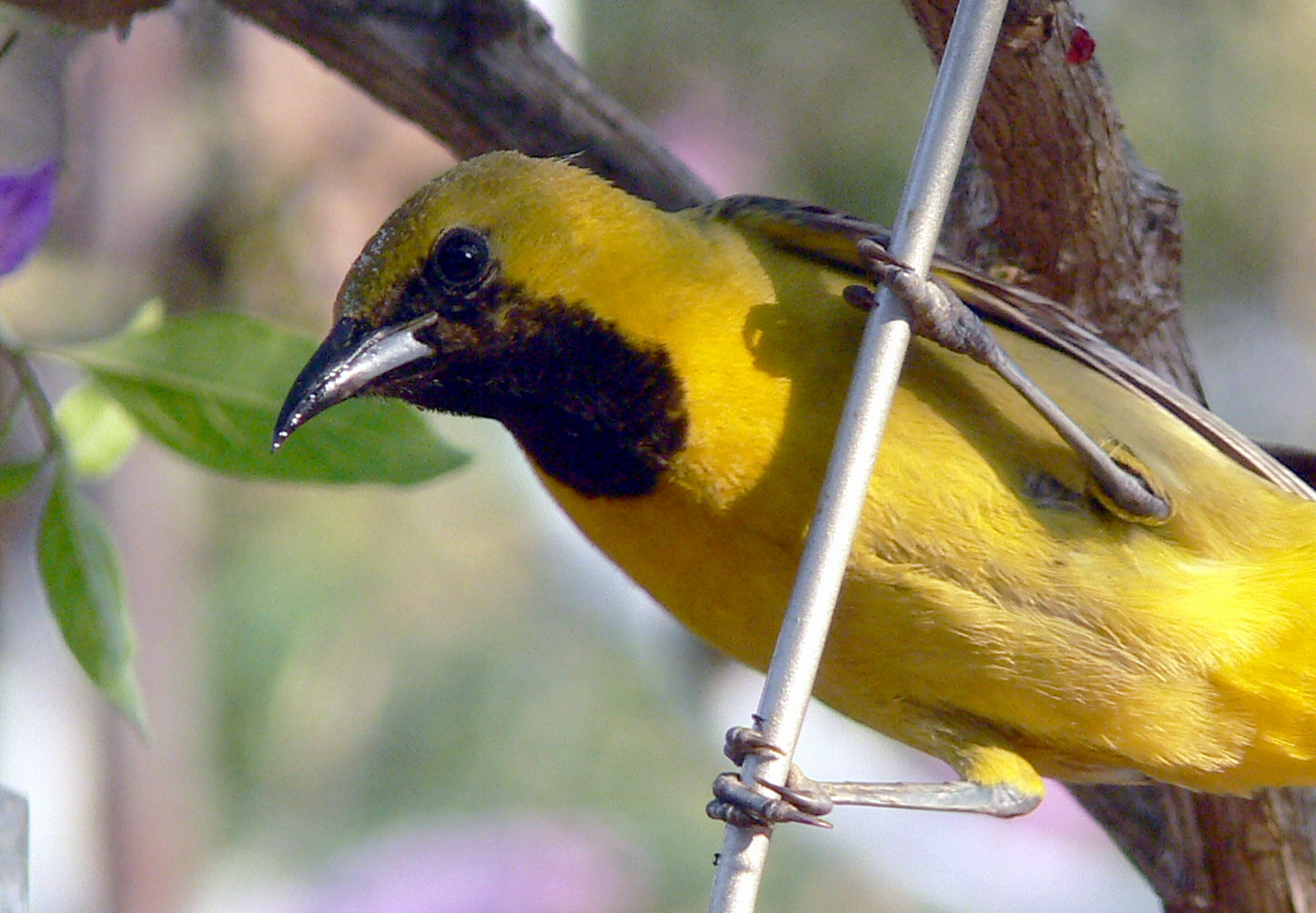